# 阿部源蔵
阿部 源蔵（あべ げんぞう、1900年（明治33年）12月1日 - 1974年（昭和49年）4月22日）は、日本の政治家、内務官僚。 福岡市長、陸軍司政官。スラバヤ市長。玄洋社社員。

## 経歴
阿部八重吉の長男として福岡市真砂町（現博多区千代）に生まれる。1920年、福岡県立中学修猷館、1922年、第五高等学校文科甲類を経て、1925年、東京帝国大学法学部法律学科（英法）を卒業し、高等試験行政科に合格して内務省に入省。
警視庁の大森署長、浅草署長、目黒署長、本富士署長などを務める。目黒署長時代には、二・二六事件に遭遇しており、沈着な処置で名を上げている。その後、1938年8月、山梨県総務部地方課長兼人事課長、1941年1月、高知県書記官・学務部長を経て、ジャワの陸軍司政長官としてインドネシアに渡り、1944年12月、スラバヤ市長に就任。スラバヤ市長時代には、後にインドネシア初代大統領となるスカルノと友人となり、戦後も親交が続いていた。
終戦後はインドネシアからの日本人の引揚げに努力した後に、戦犯容疑で一時インドネシアに残る。引揚げ後に経済安定本部に入り、1947年5月に四国地方行政事務局次長兼四国地方物価局事務局長となる。更に高松地方経済安定局監査部長から1950年6月に福岡地方経済調査局長。
1951年6月小西春雄福岡市長によって市助役へ起用され小西市長死後の奥村重敏市長を経て、1960年9月に自民党・民社党推薦で福岡市長選に当選。以後1972年9月まで3期当選を果たす。在任中、福岡市が真に大都市としての実力を備え市民福祉の向上を図るには、政令指定都市の実現をおいて他にないとの信念から、その実現に情熱を注ぎ1972年には福岡市は政令指定都市に指定されている。傍ら、1967年3月には福岡空港ビルディング（株）の取締役にも就任している。
1973年4月1日、福岡市名誉市民第一号に選定される。